# Pulau (Bangkinang Seberang)
Pulau is een bestuurslaag in het regentschap Kampar van de provincie Riau, Indonesië. Pulau telt 2812 inwoners (volkstelling 2010).